# Nombre frugal
Un nombre frugal est un entier naturel qui a plus de chiffres dans son écriture que dans sa décomposition en facteurs premiers, exposants différents de 1 inclus. Par exemple, en base 10, les premiers nombres frugaux sont 125 (53), 128 (27), 243 (35) et 256 (28). Les nombres frugaux existent aussi dans les autres bases. Par exemple, en base 2, trente-deux est un nombre frugal, puisque 100000 = 10101.
Les nombres frugaux inférieurs à 2000 sont :
125, 128, 243, 256, 343, 512, 625, 729, 1024, 1029, 1215, 1250, 1280, 1331, 1369, 1458, 1536, 1681, 1701, 1715, 1792, 1849, 1875 (suite A046759 de l'OEIS).
Un nombre soit frugal, soit équidigital, est dit « économique ».